# Erannis syriaca
Erannis syriaca är en fjärilsart som beskrevs av Eugen Wehrli 1934. Erannis syriaca ingår i släktet Erannis och familjen mätare. Inga underarter finns listade i Catalogue of Life.